# Munhoa
Le Munhoa ou Monhoa, à 1 023 m d'altitude, est un mont du Pays basque français entre Saint-Étienne-de-Baïgorry et Saint-Jean-Pied-de-Port dans la province de Basse-Navarre.

## Toponymie
Munho ou Muino est le mot basque usuel signifiant « colline ». Il désigne ici un mont de taille moyenne.

## Géographie

### Topographie
Le Munhoa est situé au nord-est de l'Adartza, au nord d'un massif qui sépare les vallées de Luzaide et de Baïgorry sur le versant occidental des Pyrénées.

## Voies d'accès
On peut y accéder depuis Lasse, Anhaux ou Saint-Étienne-de-Baïgorry.